# Наум (Димитров)
Митрополит Наум (в миру Наум Андонов Димитров, (болг. Наум Русенски) , 19 жовтня 1968, Варна) - єпископ Болгарської православної церкви, митрополит Русенський.

## Біографія
Закінчив Технікум громадського харчування імені професора доктора Асена Златарова.
Закінчивши службу  в армії, в 1989 році вступив в Софійську духовну семінарію святого Іоанна Рильського, потім - на Богословський факультет Софійського університету святого Климента Охридського, який закінчив в 1994 році.
22 грудня 1990 єпископом Браницьким Герасимом пострижений в чернецтво з благословення митрополита Варненського і Великопреславського Кирила в монастирі святих Петра і Павла в селі Златар поблизу Шумена.
У 1991 році в кафедральному соборі Успіння Богородиці в Варні митрополитом Кирилом був висвячений у сан ієродиякона.
27 липня 1992 року в храмі святої Параскеви у Варні митрополитом Кирилом висвячений у сан ієромонаха.
З 10 вересня 1992 до 15 червня 1996  - ефімерій і викладач Пловдивської духовної семінарії святих Кирила і Мефодія.
З лютого по травень 1997 року проходив спеціалізацію в Греції, вивчав життя Елладської церкви.
1 червня 1997 був призначений настоятелем храму в місто Великий Преслав.
20 грудня 1998 року храмі святого архангела Михайла в Великому Преславі митрополитом Кирилом був зведений в сан архімандрита.
1 квітня 2004 року рішенням Священного Синоду Болгарської Православної Церкви був призначений головним секретарем Священного Синоду та головою настоятельства патріаршого кафедрального храму-пам'ятника святого Олександра Невського.
17 березня 2007 року в патріаршому Олександро-Невському кафедральному соборі хіротонований в єпископа Стобійського, вікарія Софійській єпархії.  .
У Болгарській пресі вважався одним з найбільш ймовірних кандидатів на зайняття вакантної, після смерті митрополита Кирила, Варненської кафедри. Його перевагою було те, що він сам родом з Варненський єпархії, довго тут служив і входив до найближчого оточення митрополита Кирила .
23 березня 2014 року обраний митрополитом Русенським .